# Placochelys placodonta
La placochelide (Placochelys placodonta) è un rettile marino estinto, appartenente ai placodonti. Visse nel Triassico superiore (Carnico/Norico, circa 215 milioni di anni fa) e i suoi resti fossili sono stati ritrovati in Europa (principalmente Ungheria). Assomigliava in modo notevole alle odierne tartarughe marine.

## Descrizione
Questo animale raggiungeva una lunghezza di circa 90 centimetri e aveva un aspetto molto simile a quello delle odierne tartarughe marine. L'incredibile somiglianza era data dalla presenza di un carapace che racchiudeva completamente il corpo dell'animale. Il carapace era formato da una serie di elementi ossei (osteodermi) fusi tra loro a formare un'unica struttura rigida protettiva. Il cranio era allargato posteriormente e dotato di una serie di sporgenze ossee lungo il margine posteriore.
Il muso era insolitamente lungo e stretto, con una premascella priva di denti. La mascella era dotata di tre denti emisferici e altri grandi denti a forma di pastre erano presenti sul palato. L'osso dentale, più alto che lungo, possedeva anch'esso due denti emisferici. Placochelys doveva possedere potenti muscoli delle mascelle, almeno a giudicare dalla conformazione dei punti di inserzione nelle ossa del cranio.
Non si conoscono i dettagli della colonna vertebrale, in quanto nei fossili rinvenuti è sempre nascosta dal pesante carapace. La coda era molto più corta rispetto a quella di altri placodonti simili (come Psephoderma); anche in questo, Placochelys ricordava le tartarughe. Le quattro zampe erano trasformate in strutture simili a pinne, con snelle dita unite fra loro da membrane. È probabile però che, al contrario delle odierne tartarughe, le dita fossero ancora distinguibili e dotate di piccoli artigli.

## Classificazione
Questo animale venne descritto per la prima volta nel 1902 da Otto Jaekel, sulla base di resti fossili provenienti dall'Ungheria. Jaekel lo ascrisse ai placodonti, un gruppo di rettili tipici del Triassico dalle abitudini acquatiche e dalla caratteristica dentatura formata da denti emisferici e globosi. Placochelys, tipica del Triassico superiore tedesco, è uno dei membri più avanzati del gruppo, stando alle classificazioni più recenti (Rieppel, 2002); fa parte della superfamiglia Cyamodontoidea, composta da forme come Cyamodus e dalla famiglia dei placochelidi. Placochelys, al contrario delle forme simili (come Psephoderma), possedeva un unico carapace che copriva sia il dorso che la regione del bacino.
Al genere Placochelys sono state ascritte in passato anche altre specie (P. zitteli, P. stoppanii, P. alpissordidae, P. malanchinii), tutte attualmente attribuite alla specie Psephoderma alpinum. Un'altra presunta specie di Placochelys (P. ?minutus) è stata rinvenuta in Cina, ma è attribuita al genere con qualche dubbio dagli stessi autori (Yin, 2000).

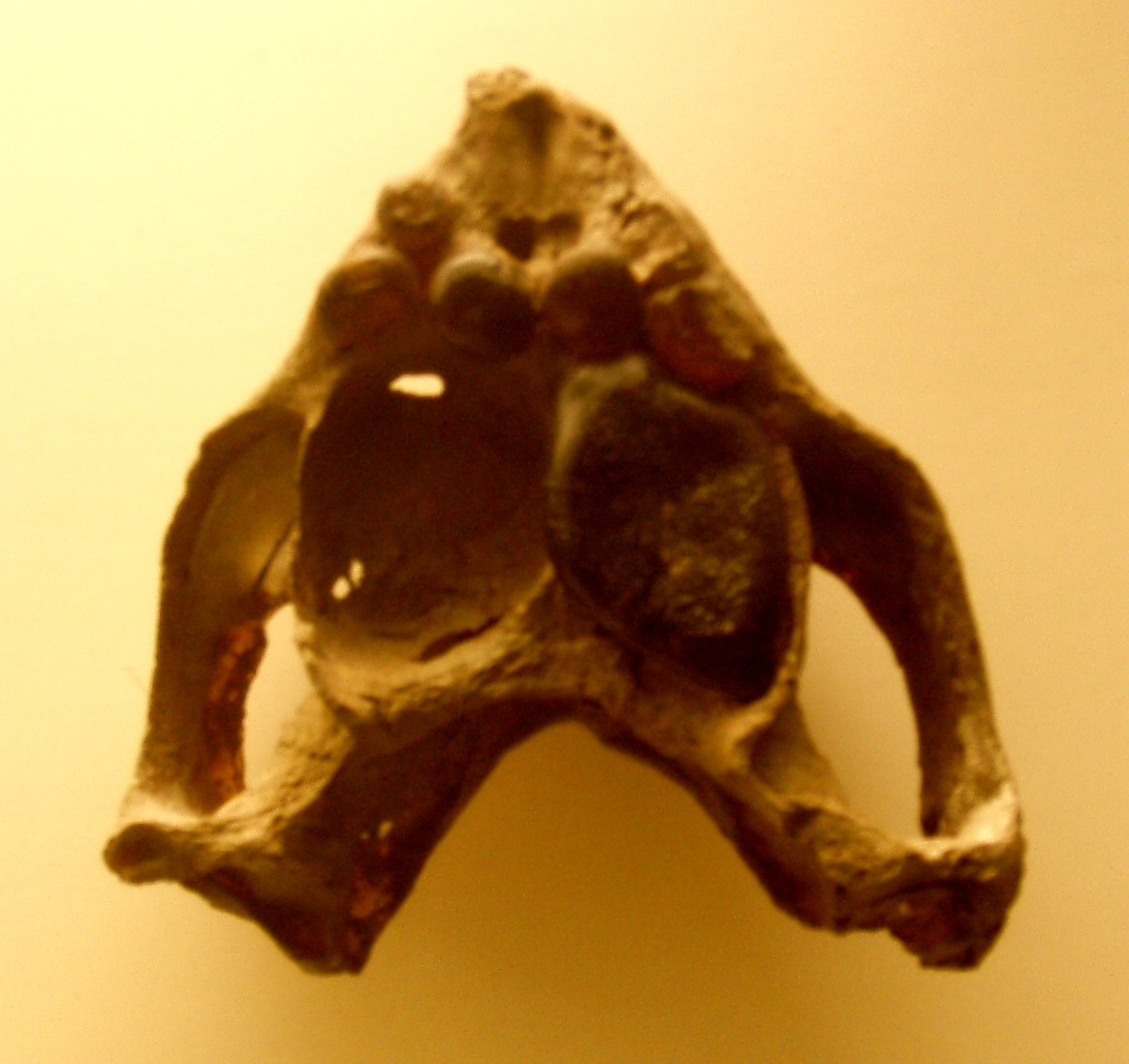
Cranio di Placochelys placodonta, vista ventrale

## Paleoecologia
Questo animale nuotava lentamente lungo le coste dell'oceano Tetide, l'antica massa d'acqua che nel Triassico si estendeva dall'Europa occidentale fino alla Cina. Grazie alle forti mascelle e ai denti emisferici, Placochelys era in grado di frantumare i duri gusci dei molluschi e di cibarsi degli animali al loro interno.
Secondo uno studio di Mazin e Pinna (1993), il rostro anteriore privo di denti potrebbe aver aiutato Placochelys a disperdere le forze generate dalla pressione della sinfisi mandibolare durante il nutrimento. Come il suo simile Psephoderma, questo animale sembra essere stato poco adatto a estrarre le prede dalle rocce, a causa del rostro troppo sottile e privo di denti. Nello stesso studio si ipotizza che questi animali avessero un qualche tipo di becco corneo a coprire il rostro.